# Eleng Luluan
Eleng Luluan (caractères chinois du nom indigène : 峨冷 ‧ 魯魯安), née en 1968, est une artiste aborigène de Taïwan de la tribu Rukai à Pingtung, Taïwan.
Créant des sculptures mixtes et des installations environnementales, elle tente de transmettre un lien entre elle-même et la terre tout en abordant la découverte de soi et l'histoire des tribus indigènes.
Ses œuvres représentatives sont Ngialibalibade – to the Lost Myth, Between Dreams et Flower of Life, qui traitent du changement climatique, des questions environnementales et de la protection de la vie dans le corps maternel.
En 2016, elle a remporté le Grand Prix du 3e Pulima Art Award. Eleng Luluan a acquis une reconnaissance pour son travail en recevant des invitations à exposer sur des plateformes internationales, telles que la Biennale de Liverpool (en) et des expositions internationales d'art contemporain autochtones.

## Biographie
Eleng Luluan naît en 1968 dans la famille du chef Rukai de l'ancienne tribu Haocha dans la montagne Dawu, dans le comté de Pingtung. Elle mène une vie caractérisée par la rébellion contre la tradition et la quête de découverte de soi à travers l'art. Après avoir obtenu son diplôme du département d'Économie industrielle et domestique du lycée professionnel agricole et industriel national de Nei-Pu, Eleng Luluan choisit de quitter sa ville natale et de s'installer à Taipei.
Elle y travaille pendant plus de dix ans comme coiffeuse, aide-soignante, assistante photographe, ferronnière, charpentière, fleuriste funéraire, etc. Plus tard, elle retourne dans sa ville natale et ouvre l'Artisan Flower Studio pour commencer sa nouvelle vie.
En 1998, Eleng Luluan est invitée par Wang Wei-Chang à participer à l'exposition d'art aborigène contemporain organisée par le Musée des Beaux-Arts de Taïpei (en). Peu de temps après cette exposition, Eleng Luluan ferme son atelier floral et commence une carrière dans la création artistique. En 2002, elle devient membre de la Tribu de la Conscience, après avoir vécu à Dulan (en) de Taitung pendant près de 20 ans. Au cours de cette année, elle est invitée dans des lieux nationaux et internationaux pour des résidences et des expositions.

## Œuvre

### Style artistique
Née et élevée dans la tribu Rukai, Eleng Luluan aime la nature et sa maison. Elle excelle dans la création de sculptures et d'installations environnementales à techniques mixtes, en particulier les œuvres qui transmettent des défis de résistance à la traction et de force conceptuelle délimitant les identités de genre, le colonialisme, les diasporas, les migrations humaines, d'autres histoires transnationales et transculturelles des modes de connaissance aborigènes de Taïwan dans l'art contemporain. Elle utilise des matériaux naturels tels que le bois flotté, les fleurs, les plantes et d'autres objets du quotidien comme médias pour créer diverses formes et structures d'art.
Eleng Luluan est connue pour ses migrations constantes. Elle ne se considère pas comme une artiste aborigène ou une artiste féminine, voulait éviter de se fixer toute limite. Elle participe souvent à des manifestations pour les droits de sa tribu, essayant de transmettre un lien fort entre elle et la terre. Le concept de l'œuvre provient des caractéristiques douces et bienveillantes des femmes, avec des formes ressemblant aux contours de l'eau du lac nourries dans un ventre doux, comme si elles étaient nées de cette terre, reflétant les expériences limitées de la vie, et revenant aux émotions et à la gratitude envers le ciel et la terre.
Ses œuvres sont riches en intention et en puissance, avec également des réflexions profondes et significatives, contenant des messages qui méritent qu'on prenne le temps de les savourer et de les digérer en profondeur,.

### Ngialibalibade – to the Lost Myth
L'œuvre Ngialibalibade – to the Lost Myth a été créée pour la Biennale de Liverpool (en) de 2023. L'installation est située à Princes Dock, en Angleterre. Dans la langue Rukai, « Ngialibalibade » signifie « un état de passage ». Le terme décrit la croissance de la vie, la transformation de l'âme, le changement dans la nature, le développement rapide de la technologie, les changements notables dans la vie ou les changements subtils qui se cachent dans nos cœurs. L'inspiration de l'œuvre vient des origines d'Eleng Luluan de la tribu Rukai. La légende raconte que les ancêtres de cette tribu sont nés de pots en argile protégés par des serpents de deux cents pas de long. Ainsi, le pot en argile est un symbole de l’origine de la vie.
S'appuyant sur cette ancienne légende, Eleng Luluan a construit un récipient métallique géant avec des filets de pêche recyclés comme matériaux pour tisser à la main des structures partielles, transformant le pot en argile en un récipient sacré et un espace sacré. Le public peut entrer dans l’œuvre d'art et contempler l’interdépendance entre les humains et l’eau. Il est également instructif sur l’impact du changement climatique sur l’environnement.

### Between Dreams
L'installation Between Dreams a été créée en 2012 et était autrefois située au Musée des Beaux-Arts de Kaohsiung (en) et a été spécialement exposée à l'International Indigenous Contemporary Art au Canada. L’inspiration de l’œuvre vient de son expérience personnelle de la vie nomade. La ville natale d'Eleng Luluan a été dévastée par le typhon Morakot en 2009, et elle a commencé à travailler à temps partiel dans différents endroits. Between Dreams projette son état spirituel personnel face aux changements environnementaux. C'était la première fois qu'elle abandonnait les matériaux naturels. Au lieu de cela, elle a utilisé des sacs en filet d'emballage, des bandes de polystyrène, des bandes de papier d'emballage, des bas, du fil, du coton et d'autres matériaux pour tisser ses œuvres d'art. Elle vise à créer un espace protecteur semblable à celui du ventre d'une mère. Cet espace exprime ses valeurs communautaires et ses défis personnels. Le changement de matériaux était comme son détachement de son environnement natal, face à la croissance dans un nouvel environnement. Cela lui a donné l’énergie nécessaire pour poursuivre ses rêves.

### Flower of Life
L'installation Flower of Life a été créée en 2016 au Musée des Beaux-Arts de Kaohsiung (en). L'œuvre représente l’imagination de la naissance de la vie, avec des formes organiques à deux composants. Le plus important est façonné à l'aide de grands pots en fer, de barres rondes en acier inoxydable, de cordes de chanvre et de divers types de fils que l'on trouve couramment dans la vie quotidienne. L'autre est plus petit et a été fabriqué en enroulant des barres rondes en acier inoxydable et divers types de fils. Le plus petit ressemble à un groupe d'arbres, avec des feuilles colorées et des boutons floraux qui poussent vers le haut. Les formes des feuilles et des fleurs dans l'œuvre étaient un symbole des lys dans la tribu Rukai,. Eleng Luluan utilise la technique courante de « l'encerclement » dans son travail pour représenter le lys, donnant à cette œuvre une double signification de protection et de vie dans le corps maternel.

## Récompenses
En 2011, Eleng Luluan a reçu une nomination pour le dixième concours Taishi Arts Award. L'année suivante, elle a été sélectionnée pour participer à un programme de résidence d'artistes en Nouvelle-Calédonie et a contribué à l'exposition conjointe intitulée Beyond the Boundary: Contemporary Indigenous Art of Taiwan. De plus, en 2012, elle a organisé sa première exposition personnelle intitulée Fractures in the Memories of Life: Silently Awaiting.
En 2014, elle a été nommée pour le Pavillon de Taïwan à la Biennale de Venise.
En 2016, elle remporte le Grand Prix du 3e Pulima Art Award et reçoit l'invitation pour l'exposition conjointe, Hiding in the Island, au MOCA Taipei en 2017.

## Expositions notables

### Biennale de Liverpool
Eleng Luluan a participé à l'édition 2023 de la Biennale de Liverpool (en), l'un des plus grands festivals d'art visuel contemporain du Royaume-Uni. Elle a été la première artiste autochtone taïwanaise à être mandatée pour créer sur place pour cet événement. Son œuvre, intitulée Ngialibalibade – to the Lost Myth, était la suite de sa série Ali sa be sa be et s’inspirait de ses expériences d’enfance dans la communauté Kucapungane (en), un village aborigène Rukai dans le sud de Taiwan. Cette participation a représenté un moment pour l'exposition de l'art indigène taïwanais sur la scène internationale,,.

### International Indigenous Contemporary Art
L'exposition a eu lieu en 2019 au Canada en tant qu'événement quinquennal, servant de plate-forme aux artistes autochtones pour s'engager dans des thèmes critiques. Eleng Luluan était l’un des 70 artistes autochtones sélectionnés à l’échelle mondiale pour participer à l’édition de cette année. Elle a représenté Taiwan en tant que seule artiste du pays et également la seule artiste indigène invitée de la région Asie-Pacifique. La contribution d'Eleng Luluan à l'exposition était une installation intitulée Between Dreams. Cette participation souligne la représentation mondiale des perspectives artistiques autochtones dans l'exposition.